# 당신을 그렇게까지는
〈당신을 그렇게까지는〉(あなたのことはそれほど 아나타노코토와소레호도[*])은 이쿠에미 료에 의한 일본의 만화 작품이다. 《FEEL YOUNG》(쇼덴샤)에서 2010년 10월호부터 2017년 8월호까지 부정기적으로 연재됐다. 단행본은 총 6권. 기혼자 여성이 초등학교 다니는 시절부터 좋아했던 동급생과 다시 만나며 볼륜 관계에 빠지는 이야기이다. 2017년에 TBS 계열에서 드라마화됐다.

## 등장 인물
와타나베 미츠 (일본어: 渡辺 美都) 
이전의 성은 미요시(三好)이다. 초등학교 6학년(만 12세) 때에 전학온 아리시마에게 한 눈에 반했다. 중학생 시절 엄마가 경영하고 있던 주점의 단골손님인 점술사가 ‘두 번째로 좋아하는 사람과 결혼하는 것이 좋다’라며 충고했지만 납득이 가지 않아서 분을 삭이기 위해서 밖으로 나왔는데 우연히 아리시마와 만나며 과정에서 처음을 완료했다.
안과에서 접수를 하고 있었을 때에 료타와 알게 되며 점술사의 예언대라 두 번째로 좋아하는 사람인 료타와 결혼했다. 만 29세가 됐을 때에 아리시마와 다시 만나며 처음에는 서로 기혼인 것을 알리지 않은 체의 관계까지 가졌지만 아내의 출산을 기회로 이별을 알리게 되며 사실을 말해서 관계를 이어갔다.
아리시마 코키 (일본어: 有島 光軌) 
미츠의 초등학교 6학년 때부터 중학교 시절까지의 동급생이다. 잘생겨서 수많은 여성으로부터 인기가 많았다. 자신을 언제나 바로봐주는 미츠를 기분 나쁘다고 생각하고 있었지만 그 과정에서 관계했으며 그 이후에는 피하려고 하게 된다. 고등학교를 졸업하고나서 학급 친구였던 레이카와 교제를 시작하며 결혼까지 하게 된다.
와타나베 료타 (일본어: 渡辺 涼太) 
미츠의 남편이다. 인테리어 관련 회사에서 일하고 있다. 안과에서 진찰을 했을 때에 접 미츠와 만나며 결혼까지 가게 됐다. 요리를 좋아한다. 아리시마와 다시 만나기 전에 그의 꿈을 꾸고 있던 미츠의 ‘아리시마 군’이라는 달콤한 듯한 잠꼬대를 들어버린 이후 미츠의 휴대전화를 훔쳐보는 버릇이 생겨버렸다.
아리시마 레이카 (일본어: 有島 麗華) 
이전의 성은 토가와(戸川)이다. 코키의 아내이다. 고등학생 시절의 학급 친구이며 학급위워장을 맡는 우수하지만 검소한 학생이였다. 코키를 좋아하는 다른 여학생의 언동을 계기로 자신의 코키로의 마음을 자각하며 코키에게 선명하고 강렬한 행동으로 마음을 전하며 고등학교 졸업 후부터 사기귀 시작해서 결혼하게 됐다.
이혼을 요구하는 아빠와 그것을 거부하는 엄마가 길게 별거 상태가 되며 고등학교 시절부터 고생이 끊이지 않았다. 2살 아래의 여동생이 있다.

## 잡지 정보
- 이쿠에미 료. 《あなたのことはそれほど》 [당신을 그렇게까지는]. 《필영 코믹스》 (소덴샤).
  1. 2012년 11월 8일 발매, ISBN 978-4-396-76563-7
  2. 2014년 7월 8일 발매, ISBN 978-4-396-76611-5
  3. 2015년 10월 8일 발매, ISBN 978-4-396-76655-9
  4. 2016넌 10월 8일 발매, ISBN 978-4-396-76683-2
  5. 2017년 4월 25일 발매, ISBN 978-4-396-76703-7
    - 《スイカにマヨネーズ》 [수박에 마요네즈]. 마리카.에 수록

  6. 2017년 11월 20일 발매, ISBN 978-4-396-76718-1

## 드라마
2017년 4월 18일부터 6월 20일까지 TBS 계열의 화요 드라마 시간대에서 방송됐다. 

### 등장 인물

#### 주요 인물
- 하루, 우치다 아이(중학생 시절) : 와타나베 미츠 역 - 무사시노 안과에서 의료 사무로 근무
- 히가시데 마사히로 : 와타나베 료타 역
- 나카 리이사 : 아리시마 레이카 역
- 스즈키 노부유키(극단 EXILE), 오바라 유이토(중학생 시절) : 아리시마 코키 역

#### 그 외
- 오마사 아야, 키타 노아(중학생 시절): 이다 쿄코(飯田 香子) 역 - 미츠와 중학교 시절부터 친구
- 나카가와 쇼코 : 요코야마 미나미(横山 皆美) 역 - 아리시마와 레이카가 살고 있는 맨션으로 이사 온 주부
- 쿠로카와 토모카 : 모리 루미(일본어: 森 留美) 역 - 미츠와 안과 클리닉 동료
- 나리타 이신 : 에노모토 유키(榎本 祐機) 역 - 아리사마의 단골 바에서 일하는 바텐더
- 하루미 시호 : 나카노 하루오(中野 晴夫) 역‐에츠코의 주점 단골손님
- 야마자키 이쿠사부로 : 오다와라 신고(小田原 真吾) 역 - 료타가 일하는 인테리어 회사 동기
- 히라마 소이치 : 치바 쇼타(千葉 翔太) 역 - 아리시마의 부하
- 오토모 카렌 : 아리시마 라나(有島 佳菜) 역 - 아리시마의 여동생
- 카라키 치에미 : 아리시마 요코(有島 陽子) 역 - 아리시마의 엄마
- 야마기시 몬도 : 요코야마 요시아키(일본어: 横山 良明) 역 - 미나미의 남편
- 타테이시 하루카 : 미나에(일본어: 美苗) 역 - 아리시마의 대학 시절 동급생
- 야마다 마호 : 사토 미유키(佐藤 美由紀) 역 - 도예 교실 학생
- 나가노 카츠히로 : 와다 사토루(和田 悟) 역 - 도예 교실 강사
- 시미즈 미치코 : 토가와 타에(戸川 多恵) 역 - 레이카의 엄마
- 하시모토 준 : 하나야마 츠카사(花山 司) 역 - 미츠가 일하는 클리닉 안과의
- 아소 유미 : 미요시 에츠코(三好 悦子) 역 - 미츠의 생모, 싱글 마더

### 방송 일정
최저 시청률과 최고 시청률은 시청률 조사회사와 지역별로 시청률에 차이가 있을 수 있습니다.
| 화수              | 방송날짜     | 방송날짜       | 부제목 | 비디오 리서치 시청률 |
| 화수              | TBS (2017년) | 채널W (2019년) | 부제목 | 비디오 리서치 시청률 |
| ----------------- | ------------ | -------------- | --- | -------------------- |
| 제1화             | 4월 18일     | 4월 3일        | 春の恋､満開!優しすぎる夫×忘れられない運命の人 봄의 사랑, 만개! 너무 부끄러운 남편×잊을 수 없는 운명의 사람 | 11.1%                |
| 제2화             | 4월 25일     | 4월 3일        | 暴走する春の恋!背徳の温泉旅行 폭주하는 봄의 사랑! 배덕의 온천 여행                                         | 9.0%                 |
| 제3화             | 5월 2일      | 4월 10일       | ヤバい夫の哀しみ全てがバレる夜 위험한 남편의 비애 모든 것이 밝혀지는 밤                                    | 9.5%                 |
| 제4화             | 5월 9일      | 4월 10일       | 最愛の妻への最凶のプレゼント 가장 사랑하는 아내에게 주는 가장 흉악한 선물                                  | 9.9%                 |
| 제5화             | 5월 16일     | 4월 17일       | 夫VS愛人!地獄の公園デビュー 남편 VS 애인! 지옥의 공원 데뷔                                                 | 09.8%                |
| 제6화             | 5월 23일     | 4월 17일       | 変身夫と家出妻!決別の赤ワイン 변신 남편과 가출 아내! 결별의 빨간 와인                                      | 11.5%                |
| 제7화             | 5월 30일     | 4월 24일       | 遂に覚醒!誰よりも恐いうちの妻 드디어 각성! 누구보다도 무서운 집안사람                                      | 12.4%                |
| 제8화             | 6월 6일      | 4월 24일       | 私、妊娠しました…炎上するW不倫 저, 임신했어요... 비난이 쇄도하는 더블 볼륜                                 | 13.5%                |
| 제9화             | 6월 13일     | 5월 1일        | ずっと好きだった…切なすぎる結末 계속 좋아했어... 너무 간절한 결말                                          | 10.1%                |
| 제10화            | 6월 20일     | 5월 1일        | 生まれ直しても今の相手を選びますか夫婦2組の決断 다시 태어나도 지금의 상대를 고를지 부부 두 팀의 결단       | 14.8%                |
| 평균 시청률 11.2% |              |                | |                      |

| TBS 화요드라마                             | TBS 화요드라마                                          | TBS 화요드라마                              |
| 이전 작품                                  | 작품명                                                  | 다음 작품                                   |
| ------------------------------------------ | ------------------------------------------------------- | ------------------------------------------- |
| 콰르텟 (2017년 1월 17일 ~ 2017년 3월 21일) | 당신을 그렇게까지는 (2017년 4월 18일 ~ 2017년 6월 20일) | 칸나씨! (2017년 7월 18일 ~ 2017년 9월 19일) |
| 채널W 수요일 외화 드라마                   |                                                         |                                             |
| 슈츠 (2019년 1월 16일 ~ 2019년 3월 27일)   | 당신을 그렇게까지는 (2019년 4월 3일 ~ 2019년 5월 1일)   | 형사 제로 (2019년 5월 28일 ~ )              |

### 수상
- 제8회 컨피던스 어워드 드라마상 (2017년 4월) 남우조연상 히가시데 마사히로[9]
- 제93회 더 텔레비전 드라마 아카데미상 여우주연상 하루[10]